# Кара-Кала (село)
Кара-Кала (тур. Karakale, арм. Կարակալա) — бывшее армянское поселение на территории Турции, расположенное на границе с Арменией, на правом берегу реки Аракс, вблизи селения Сурмели, и территориально входит в его состав.
Согласно «Географическо-статистическому словарю Российской Империи», на месте села некогда находился укрепленный армянский город Ервандакерт, защитные стены которого были возведены из тесанного розового камня и черного базальта. Согласно словарю останки крепостной стены все еще сохранялись в двух местах поселения. Позже здесь были возведены укрепления из черной лавы, от чего крепость получила название Кара-Кала. В период наивысшего расцвета армянского царства город назывался Тигранакерт. Перед самим укреплением раскинулось древнее армянское кладбище. «Путеводитель по Кавказу» (1888г) отмечал что в Кара-кала находился город Тигранакерт, построенный армянским царем Тиграном.
Рядом с поселением расположены останки древнего моста. Возможно в прошлом он использовался для переправки кульпинской соли через реку Аракс.